# Saint-Savin, Vienne

Saint-Savin este o comună în departamentul Vienne, Franța. În 2009 avea o populație de 907 de locuitori.